# Lymanova serija
Lymanova serija je ena izmed skupin spektralnih črt v ultravijoličnem delu emisijskega spektra vodikovega atoma. Podobna je struktura črt v absorpcijskem spektru vodika, ki se uporablja v astronomiji.
Imenuje se po ameriškem fiziku in spektroskopistu Theodorju Lymanu (1874 – 1954), ki je serijo odkril.
Serija spektralnih črt je posledica prehodov elektronov iz višjih energijskih nivojev na nivo z glavnim kvantnim številom (oznaka {\displaystyle n\,}) enakim 1 (osnovni nivo). 

## Fizikalne osnove
Valovno število posameznih spektralnih črt se dobi iz obrazca :
{\displaystyle {\tilde {\nu }}=R_{\infty }\left(1-{1 \over n^{2}}\right)}
kjer je 
- {\displaystyle R_{\infty }\,} Rydbergova konstanta, ki ima vrednost 1,0973731534. 107 m-1
- {\displaystyle n\,} celo število, ki pomeni tirnico, s katere preskočijo elektroni na najnižjo tirnico (elektronsko lupino ali oblo), mora biti večje od 2.

Posamezne črte označujemo z grškimi črkami :

Tako je spektralna črta, ki odgovarja prehodu elektrona iz energijskega nivoja z glavnim kvantnim številom {\displaystyle n=2\,} na energetski nivo z glavnim kvantnim številom {\displaystyle n=1\,}, označena kot spektralna črta Lyman-alfa (Lyman-α ali Ly- α). Podobno je označena spektralna črta, ki pripada prehodu elektrona iz nivoja z {\displaystyle n=3\,} na nivo z {\displaystyle n=1\,}, označena kot Lyman-beta (Lyman-β ali Ly- β). Prehod iz nivoja z {\displaystyle n=4\,} na nivo z {\displaystyle n=1\,}, je označen kot Lyman-gama (Lyman-γ ali Ly- γ). 

## Valovne dolžine
Iz zgornjega obrazca dobimo posamezne valovne dolžine spektralnih črt :
| n                                    | oznaka | valovna dolžina v nm |
| ------------------------------------ | ------ | -------------------- |
| 2                                    | Ly-α   | 121,6                |
| 3                                    | Ly-β   | 102,5                |
| 4                                    | Ly-γ   | 97,2                 |
| 5                                    | …      | 94,9                 |
| 6                                    | …      | 93,7                 |
| 7                                    | …      | 93,0                 |
| 8                                    | …      | 92,6                 |
| 9                                    | …      | 92,3                 |
| 10                                   | …      | 92,1                 |
| 11                                   | …      | 91,9                 |
| {\displaystyle n\rightarrow \infty } | …      | 91,12                |

## Zunaje povezave
- Lymanova serija v Encyclopedia of Science (angleško)